# Festuca taurica
Festuca taurica là một loài thực vật có hoa trong họ Hòa thảo. Loài này được (Hack.) A.Kern. ex Hack. mô tả khoa học đầu tiên năm 1882.